# 月田古墳群
月田古墳群（つきだこふんぐん）は、群馬県前橋市粕川町月田・粕川町室沢にある古墳時代後期の古墳群。

## 概要
月田古墳群は、群馬県前橋市粕川町月田・粕川町室沢に位置する35～40基の古墳からなるが、その多くが既に消滅している。
1948年（昭和23年）から1955年（昭和30年）にかけて尾崎喜左雄ら群馬大学考古学研究室によって6基の古墳の発掘調査が行われた。このとき調査された古墳については6世紀末から7世紀後葉の古墳と結論づけられたが、1980年（昭和55年）・1981年（昭和56年）度の粕川村教育委員会による7基の古墳に関する調査ではむしろ7世紀後半の古墳が主体であると指摘されている。
自治体から史跡指定を受けている古墳は以下の2基。
- 鏡手塚古墳 - 群馬県指定史跡（1949年（昭和24年）2月8日指定）
- 壇塚古墳 - 群馬県指定史跡（1951年（昭和26年）10月5日指定）[5]

## 主要古墳一覧
| 古墳名                   | 綜覧古墳番号  | 規模 | 形状         | 主体部           | 所在地              | 調査                 | 備考      |
| ------------------------ | ------------- | ---- | ------------ | ---------------- | ------------------- | -------------------- | --------- |
|                          | 粕川村11      |      |              |                  | 粕川村室沢          | 1980年（昭和55年）度 |           |
|                          | 粕川村12      |      |              | 両袖型横穴式石室 | 粕川町室沢          | 1980年（昭和55年）度 | 7世紀後半 |
|                          | 粕川村16      |      |              |                  | 粕川町月田          | 1980年（昭和55年）度 |           |
|                          | 粕川村26      | 14 m | 円墳         | 両袖型横穴式石室 | 粕川町月田          | 1981年（昭和56年）度 | 7世紀後半 |
|                          | 粕川村34      |      |              |                  | 粕川町月田          | 1981年（昭和56年）度 |           |
| 月田薬師塚古墳           | 粕川村35      | 不明 | 円墳         | 横穴式石室       | 粕川町月田 188      | 有                   |           |
| 壇塚古墳                 | 粕川村36      | 25 m | 円墳         | 横穴式石室       | 粕川町月田 207      | 1950年（昭和25年）   | 県史跡    |
| 鏡手塚古墳               | 粕川村44      | 28 m | 前方後円墳   | 片袖型横穴式石室 | 粕川町月田 213外    | 1948年（昭和23年）   | 県史跡    |
| 西塚古墳                 | 粕川村45      | 20 m | 前方後円墳   | 両袖型横穴式石室 | 粕川町月田 213      | 1948年（昭和23年）   |           |
| 月田丸塚古墳（丸山古墳） | 粕川村42      | 不明 | 円墳         |                  | 粕川町月田 218-4    |                      | 消滅      |
| 長峯古墳                 | 粕川村43      | 11 m | 円墳         | 片袖型横穴式石室 | 粕川町月田 257-1外  | 1950年（昭和25年）   | 消滅      |
| 丸塚古墳                 | 粕川村46      |      | 円墳         | 横穴式石室       | 粕川町月田          | 1950年（昭和25年）   |           |
| 地蔵塚古墳               | 粕川村48      | 不明 | 帆立貝型古墳 |                  | 粕川町月田 1919-1外 |                      |           |
| 月田二子塚古墳           | 粕川村49      | 不明 | 前方後円墳   |                  | 粕川町月田 1918-1外 |                      | 消滅      |
|                          | （記載漏1号） |      |              |                  |                     | 1980年（昭和55年）度 |           |
|                          | （記載漏2号） |      |              |                  |                     | 1981年（昭和56年）度 |           |

## 周辺
- 近戸神社 (前橋市粕川町月田)
- 山上多重塔